# الطريق عبر الغابة
الطريق عبر الغابة هي رواية جريمة من تأليف كولن ديكستر، وهي الرواية العاشرة في سلسلة المفتش مورس. حصل الكتاب على جائزة الخنجر الذهبي عام 1992.

## ملخص
اختفت امرأة سويدية شابة جميلة قبل عام. وأرسل لغز مجهول على شكل قصيدة من خمسة مقاطع إلى الشرطة وعلى أثرها أُعيد فتح القضية. تطلب الشرطة من صحيفة التايمز المساعدة في القصيدة، ويكلف مورس والرقيب لويس بمهمة التحقيق الجديد.

## استمرارية
يمثل هذا الكتاب الوفاة لأسباب طبيعية لصديق مورس الطبيب الشرعي ماكس، والذي كشف عن اسمه الكامل باسم ماكسيميليان دي برين.

## تاريخ النشر
- 1992، لندن: ماكميلان (ردمك 0-333-58373-6). التاريخ: 9 أكتوبر 1992، غلاف مقوى